# Voy a pasármelo bien
Voy a pasármelo bien és el nom del cinquè àlbum que tragueren al mercat els Hombres G. El llançament es produí l'any 1989.

## Llista de cançons
1. Voy a pasármelo bien
2. El último baile
3. Te necesito
4. Chico tienes que cuidarte
5. Aprender a caer
6. Madrid, Madrid
7. Esta tarde
8. México
9. Tu me gustas
10. Dulce Belén